# Castello Gjorslev
Il castello Gjorslev è un castello medievale cruciforme situato 17 km a sud-est di Køge, sulla penisola di Stevns nel comune di Stevns, a una quarantina di chilometri a sud di Copenaghen in Danimarca. Originariamente di proprietà del vescovo di Roskilde, è considerato uno degli esempi meglio conservati di architettura gotica laica in Danimarca.

## Storia

### Storia antica
Il castello Gjorslev fu costruito intorno al 1400 da Peder Jensen Lodehat, vescovo di Roskilde. Rimase in possesso dei vescovi di Roskilde fino alla Riforma che portò alla sua confisca nel 1537. Venduto nel 1540, passò poi in possesso di vari proprietari fino al 1678 quando passò nuovamente sotto la Corona.

### Lindencrone
Nel 1843, Christen Lindencrone acquistò la tenuta. Aveva fatto fortuna come supercargo su navi di proprietà della Compagnia asiatica danese. Nel 1756 fu elevato al titolo nobiliare con il nome di Lindencrone. Costruì anche la Lindencrone Mansion all'angolo tra Sankt Annæ Plads e Bredgade a Copenaghen. Il calcare della sua tenuta a Stevns venne utilizzato nella costruzione del suo palazzo cittadino.
La tenuta Gjorslev, dopo la morte di Lindencrone, passò a suo figlio Johan Frederik Lindencrone.

### Famiglia Scavenius

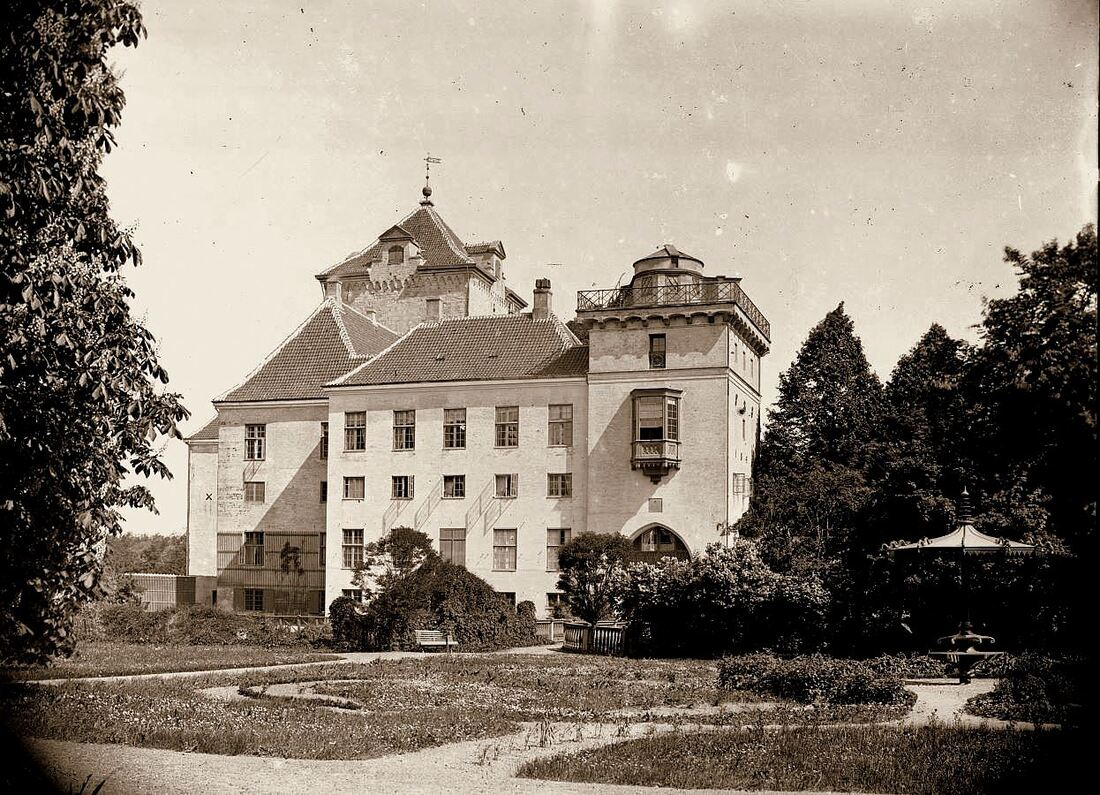
Il castello Gjorslev

Nel 1793 Jacob Brønnum Scavenius acquistò la tenuta e la sua vedova mantenne la proprietà per cinque anni dopo la morte del marito. Nel 1825 passò al figlio Peder Brønnum Scavenius. Dopo la sua morte passò a suo figlio Jacob Frederik Brønnum Scavenius fino al 1915 e poi a suo nipote Frederik Scavenius fino al 1922.

### Famiglia Tesdorff
Nel 1925 Adolph Tesdorpf acquistò la tenuta che da allora è rimasta in possesso della famiglia Tesdorpf.
Nel 2018, Jens Edward Tesdorpf ha ereditato la proprietà da suo padre.

## Architettura
Il castello Gjorslev è circondato da fossati e costruito secondo un disegno cruciforme in stile gotico. I materiali da costruzione sono una combinazione di calcare locale delle scogliere di Stevns e grandi mattoni (in danese "pietre monastiche").
La torre centrale è alta poco meno di 30 metri e ha sette piani. Il braccio sud della croce è leggermente più lungo degli altri tre. Un'ala nord inferiore fu aggiunta nel 1638.

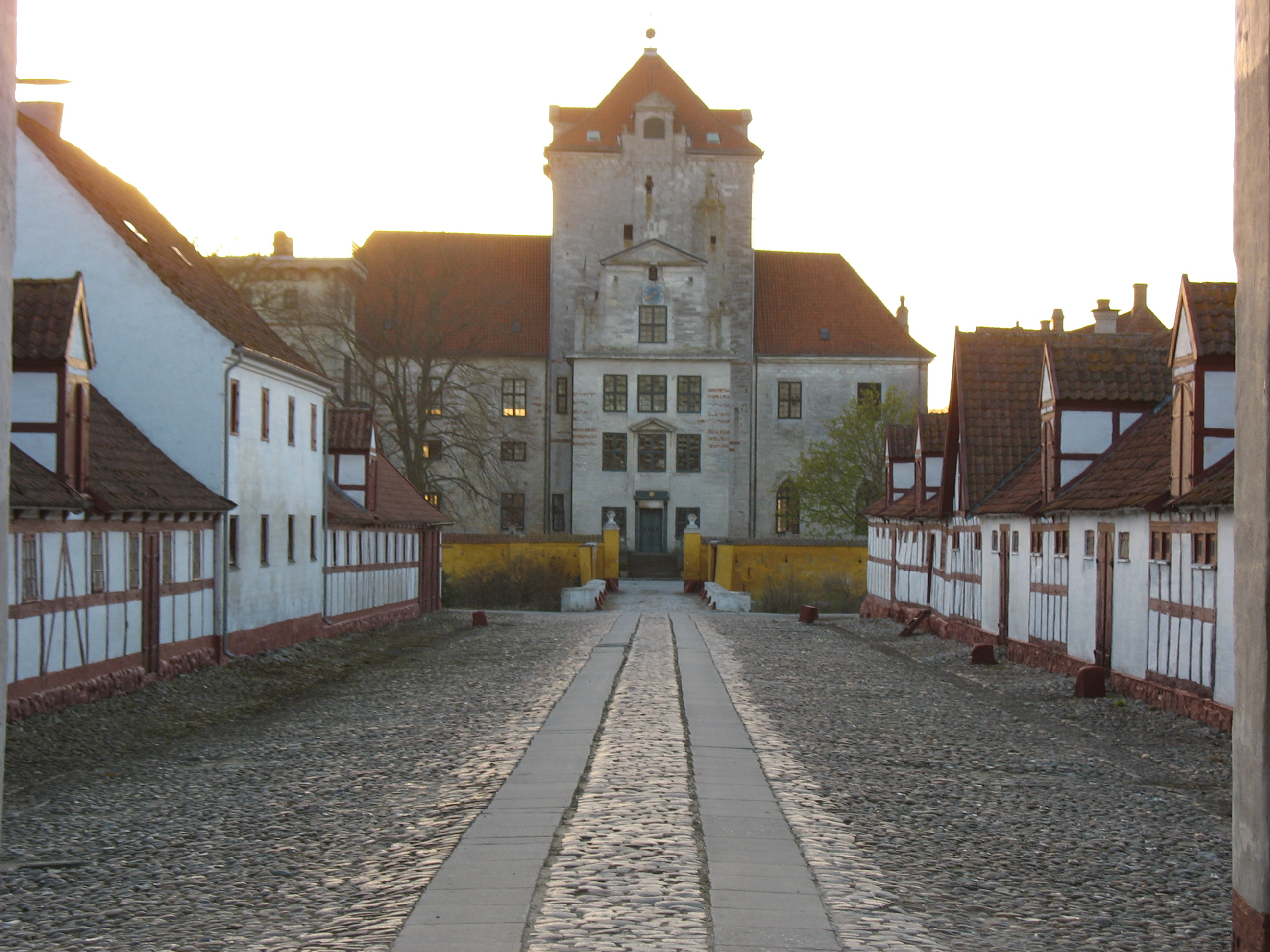
La facciata est con l'ingresso principale

L'accesso all'edificio principale avveniva originariamente attraverso la cantina da un ingresso sottostante la cappella vescovile che si trovava sul lato est del braccio trasversale meridionale. Dalla cantina a volta sotto la torre, una rampa di scale conduceva al salone a cupola al piano terra. Questa disposizione fu modificata da Ewert Janssen tra il 1665 e il 1676. La cappella fu demolita e l'ingresso spostato sul braccio a croce orientale a cui fu data anche una nuova facciata e una scala interna in stile barocco.
Il progetto del tetto fu adattato nel 1748 quando l'originale con archi ciechi fu sostituito da tetti a padiglione e un tetto piramidale sulla torre. L'ultima volta che l'edificio fu modificato fu nel 1843 quando fu aggiunta una lunga ala sud.
Il castello si trova alla fine di una strada conosciuta come "Broad Street", fiancheggiata da edifici agricoli a graticcio rosso del 1713.

## Proprietà

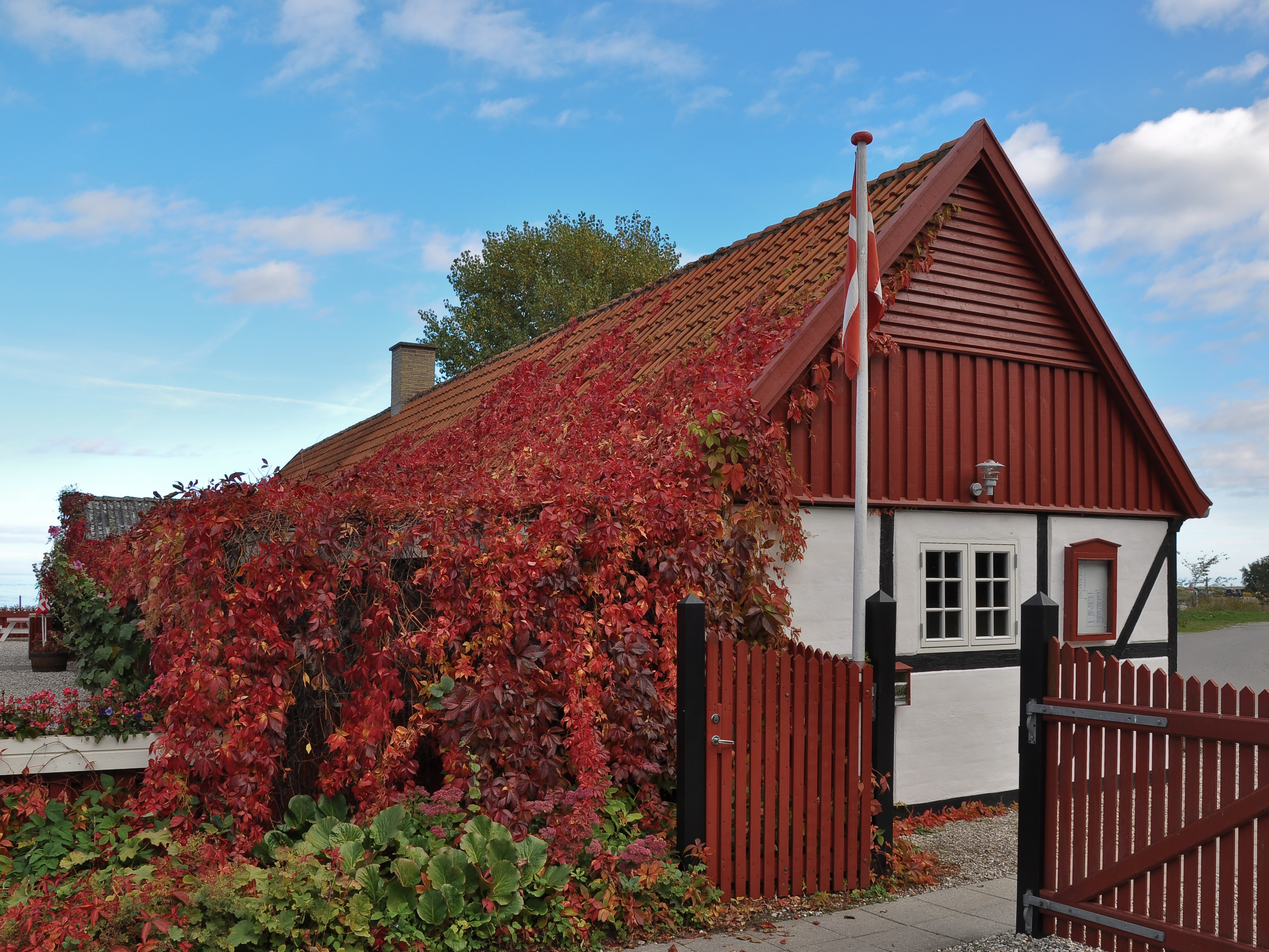
Traktørstedet Gjorslev Bøgeskoventrance

La faggeta Gjorslev (Gjorslev Bøgeskov) appartiene alla tenuta. La foresta contiene un piccolo lago, Møllesøen ("Il lago del mulino"), ricco di avifauna. Sul sito è stata costruita una torre di osservazione. La foresta contiene anche 55 tumuli funerari di cui il più lungo, Fruehøj, misura 51 metri. L'accesso alla foresta è da Traktørstedet Gjorslev Bøgeskov, un ristorante.

## Elenco dei proprietari
- (?–1294) Rane Jonsen
- (?–1536) Roskilde Bispestol
- (1536–1540) Corona
- (1540–1552) Peder Svave
- (1552–? ) Else Mouritzdatter Svave
- (?–1606) Elsebe Pedersdatter Svave
- (1606–1612) Peder Vincentsen Juel
- (1612–1619) Ellen Vincentsdatter Juel
- (1619–1630) Vincents Jensen Bille
- (1630–1646) Solo Høg
- (1646–1664) Stygge Høg
- (1664–1675) Gioacchino Irgens von Westervick
- (1675–1678) Cornelia Bichers
- (1678) Handelshuset Schardinell
- (1678–1743) Corona
- (1743–1772) Christen Lindencrone
- (1772–1793) Johan Frederik de Lindencrone
- (1793–1820) Jacob Brønnum Scavenius
- (1820–1825) Karine Lucie Debes
- (1825–1868) Peder Brønnum Scavenius
- (1868–1915) Jacob Frederik Brønnum Scavenius
- (1915–1923) Frederik Scavenius
- (1923–1925) Else Haxthausen
- (1925–1929) Adolf Tesdorpf
- (1929–1940) Agnette Tesdorpf nata Brun
- (1940–1970) Edward Tesdorff
- (1970-oggi) Peter Henrik Tesdorpf
- (2018-) Jens Edward Tesdorff